# غورليز

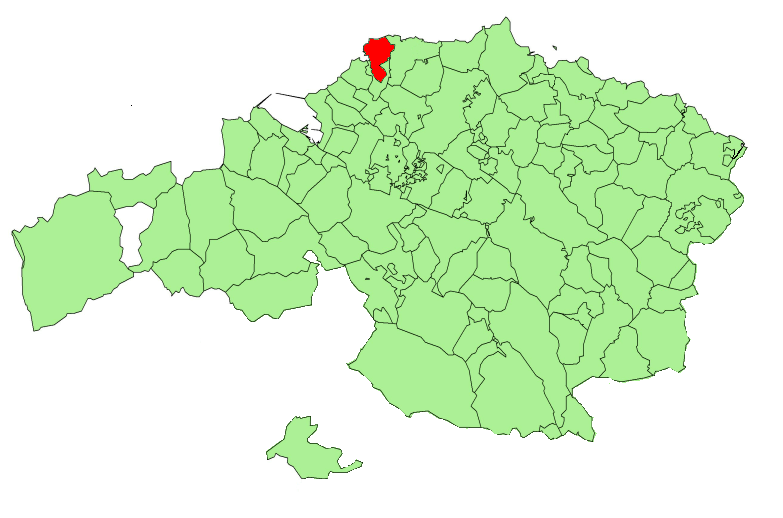
موقع البلدية.

بلدية غورليز (بالإسبانية: Górliz)‏ هي بلدية تقع في مقاطعة بيسكاي, التي تقع في منطقة الباسك شمالي إسبانيا.

## أعلام
- إكير أوندابارينا
- هيري تورونتيجي

## وصلات خارجية
- (بالإسبانية)